# Weimar (Texas)
Weimar ist eine Stadt in Bundesstaat Texas der USA. Sie gehört zum Colorado County. Tschechische und deutsche Siedler haben den Ort mitgeprägt. Das U.S. Census Bureau hat bei der Volkszählung 2020 eine Einwohnerzahl von 2076 ermittelt.

## Geographie
Der Ort liegt  etwa 140 Kilometer westlich von Houston am Interstate 10/U.S. Highway 90 zwischen San Antonio, Austin und Houston.
Nach den Angaben des United States Census Bureaus hat die Stadt eine Fläche von 5,9 km², die vollständig aus Land besteht.

## Geschichte
Die Stadt wurde 1873 in Erwartung der geplanten Eisenbahnstrecke von Galveston nach San Antonio gegründet. Ihr ursprüngliche Name war Jackson, nach dem Landeigentümer, der der Eisenbahngesellschaft das Land für die Bahnstrecke zur Verfügung gestellt hatte. Später wurde sie von den Einwohnern in Weimar umbenannt. Ein Thomas W. Pierce soll bei einem Besuch in Deutschland von Weimar so angetan gewesen sein, dass er diesen Namen wählte.
Weimar wurde 1875 als Town inkorporiert. Die Stadt wuchs zunächst schnell und hatte zehn Jahre nach ihrer Gründung über 1000 Einwohner. 1888 erschien die noch heute existierende Zeitung, The Weimar Mercury, zum ersten Mal. Die maximale Zahl von 2400 Einwohnern erreichte die Stadt im Jahr 1976.
| Jahr | Einwohner |
| ---- | --------- |
| 1980 | 2128      |
| 1990 | 2052      |
| 2000 | 1981      |
| 2006 | 2024      |
| 2010 | 2181      |
| 2020 | 2076      |

Die ehemalige Galveston, Harrisburg, and St. Antonio Railway ist noch heute als Teil der Southern Pacific Railroad in Betrieb.

## Wirtschaft
Landwirtschaft spielt eine wichtige Rolle in Weimar. Daneben finden sich fleisch- und blechverarbeitende Betriebe und ein Hersteller von Dichtungen.

## Demographie
Zum Zeitpunkt des United States Census 2000 bewohnten Weimar 1981 Personen. Die Bevölkerungsdichte betrug 338,4 Personen pro km². Es gab 940 Wohneinheiten, durchschnittlich 160,6 pro km². Die Bevölkerung Weimars bestand zu 67,95 % aus Weißen, 21,76 % Schwarzen oder African American, 0,15 % Native American, 0,91 % Asian, 7,67 % gaben an, anderen Rassen anzugehören und 1,56 % nannten zwei oder mehr Rassen. 14,74 % der Bevölkerung erklärten, Hispanos oder Latinos jeglicher Rasse zu sein.
Die Bewohner Weimars verteilten sich auf 817 Haushalte, von denen in 27,2 % Kinder unter 18 Jahren lebten. 47,6 % der Haushalte stellten Verheiratete, 13,3 % hatten einen weiblichen Haushaltsvorstand ohne Ehemann und 36,0 % bildeten keine Familien. 33,7 % der Haushalte bestanden aus Einzelpersonen und in 20,7 % aller Haushalte lebte jemand im Alter von 65 Jahren oder mehr alleine. Die durchschnittliche Haushaltsgröße betrug 2,34 und die durchschnittliche Familiengröße 2,99 Personen.
Die Bevölkerung verteilte sich auf 24,5 % Minderjährige, 6,1 % 18–24-Jährige, 22,3 % 25–44-Jährige, 22,7 % 45–64-Jährige und 24,4 % im Alter von 65 Jahren oder mehr. Das Durchschnittsalter betrug 42 Jahre. Auf jeweils 100 Frauen entfielen 83,4 Männer. Bei den über 18-Jährigen entfielen auf 100 Frauen 77,8 Männer.
Das mittlere Haushaltseinkommen in Weimar betrug 27.667 US-Dollar und das mittlere Familieneinkommen erreichte die Höhe von 42.143 US-Dollar. Das Durchschnittseinkommen der Männer betrug 31.477 US-Dollar, gegenüber 16.757 US-Dollar bei den Frauen. Das Pro-Kopf-Einkommen in Weimar war 16.272 US-Dollar. 13,2 % der Bevölkerung und 9,0 % der Familien hatten ein Einkommen unterhalb der Armutsgrenze, davon waren 22,0 % der Minderjährigen und 14,5 % der Altersgruppe 65 Jahre und mehr betroffen.

## Persönlichkeiten
- Etta Moten Barnett (1901–2004), afroamerikanische Sängerin, Schauspielerin und Philanthropistin